# Jonathan Pettibone
Pour les articles homonymes, voir Pettibone.
Jonathan Pettibone (né le 10 juillet 1990 à Yorba Linda, Californie, États-Unis) est un ancien lanceur droitier des Ligues majeures de baseball.

## Carrière
En 2008, Jonathan Pettibone est un choix de troisième ronde des Phillies de Philadelphie. Le droitier fait ses débuts dans le baseball majeur le 22 avril 2013 comme lanceur partant des Phillies face aux Pirates de Pittsburgh. Malgré six retraits sur des prises en cinq manches et un tiers lancées et seulement deux points accordés, il n'est pas impliqué dans la décision. Il remporte sa première victoire à son second départ en carrière le 27 avril suivant contre les Mets de New York.
En 18 départs en 2013, il remporte 5 victoires contre 4 défaites et sa moyenne de points mérités s'élève à 4,04 en 100 manches et un tiers au monticule.
En 2014, il n'effectue que deux départs pour Philadelphie.

## Vie personnelle
Jonathan Pettibone est le fils de Jay Pettibone, un lanceur droitier qui a disputé quatre parties dans le baseball majeur avec les Twins du Minnesota en 1983.